# Kryštof Fischer
Kryštof Fischer, německy Christoph Fischer (20. ledna 1518 Jáchymov – 11. září 1598 Celle) byl luteránský teolog v severním a Středním Německu. Stýkal se s významnými reformátory své doby. Později byl představeným zemského církevního okresu v dolnosaském Celle.